# Стубица (Бусовача)
Стубица је насељено мјесто у општини Бусовача, Босна и Херцеговина.

## Становништво
|             | 2013.       | 1991.        | 1981.        | 1971.        | 1961.        |
| Укупно      | 38 (100,0%) | 29 (100,0%)  | 63 (100,0%)  | 69 (100,0%)  | 67 (100,0%)  |
| Бошњаци     | 38 (100,0%) | 29 (100,0%)1 | 63 (100,0%)1 | 69 (100,0%)1 | 48 (71,64%)1 |
| Југословени | –           | –            | –            | –            | 19 (28,36%)  |

1. 1 На пописима од 1971. до 1991. Бошњаци су пописивани углавном као Муслимани.